# Beulotte-Saint-Laurent
Beulotte-Saint-Laurent är en kommun i departementet Haute-Saône i regionen Bourgogne-Franche-Comté i östra Frankrike. Kommunen ligger i kantonen Faucogney-et-la-Mer som tillhör arrondissementet Lure. År 2022 hade Beulotte-Saint-Laurent 61 invånare.

## Befolkningsutveckling
Antalet invånare i kommunen Beulotte-Saint-Laurent
| Referens: INSEE |